# بیلیش
منطقه ییلاقی بیلیش، در قسمت شمالی روستای خرمکوه واقع شده و با خلشکوه وپوسرا همسایه است. بیلیش با جاده به کلیشم و خلشکوه و بره سر متصل می‌شود. برخی از اهالی خرمکوه در اواخر بهار به بیلیش کوچ می‌کردند و اوایل پاییز به خرمکوه برمی‌گشتند. یعنی ییلاق، قشلاق می‌کردند و تمام دام‌ها و اسباب اثاثیه مختصر زندگی را به ییلاق بیلیش می‌آوردند. در این محل هر خانواده برای خود خانه‌ای ییلاقی کولام و جایگاهی برای دام‌ها درست کرده بودند. چشمه‌ها، رودهای کوچک وبزرگ، مراتع، علف زارهامحل مناسبی برای زندگی دام‌ها و دامپروری بود. بعد از زلزله سال خورشیدی ۱۳۶۹، همه چیز به یک باره دگرگون شد، خانه‌های ییلاقی تخریب شده و مهاجرت مردم به شهر باعث غفلت مردم از این منطقه ییلاقی شده‌است.